# Bouchamps-lès-Craon
Bouchamps-lès-Craon és un municipi francès situat al departament de Mayenne i a la regió de País del Loira. L'any 2007 tenia 557 habitants.

## Demografia

### Població
El 2007 la població de fet de Bouchamps-lès-Craon era de 557 persones. Hi havia 197 famílies de les quals 39 eren unipersonals (8 homes vivint sols i 31 dones vivint soles), 67 parelles sense fills, 87 parelles amb fills i 4 famílies monoparentals amb fills.
La població ha evolucionat segons el següent gràfic:
Habitants censats

### Habitatges
El 2007 hi havia 223 habitatges, 201 eren l'habitatge principal de la família, 11 eren segones residències i 11 estaven desocupats. 219 eren cases i 2 eren apartaments. Dels 201 habitatges principals, 162 estaven ocupats pels seus propietaris, 37 estaven llogats i ocupats pels llogaters i 1 estava cedit a títol gratuït; 2 tenien una cambra, 14 en tenien dues, 31 en tenien tres, 58 en tenien quatre i 95 en tenien cinc o més. 158 habitatges disposaven pel capbaix d'una plaça de pàrquing. A 61 habitatges hi havia un automòbil i a 131 n'hi havia dos o més.

### Piràmide de població
La piràmide de població per edats i sexe el 2009 era:
| Homes | Edats   | Dones |
| ----- | ------- | ----- |
| 0     | 95 o +  | 0     |
| 0     | 90 a 94 | 0     |
| 0     | 85 a 89 | 8     |
| 0     | 80 a 84 | 4     |
| 8     | 75 a 79 | 4     |
| 12    | 70 a 74 | 12    |
| 12    | 65 a 69 | 4     |
| 12    | 60 a 64 | 12    |
| 12    | 55 a 59 | 16    |
| 4     | 50 a 54 | 12    |
| 16    | 45 a 49 | 8     |
| 16    | 40 a 44 | 24    |
| 28    | 35 a 39 | 16    |
| 24    | 30 a 34 | 20    |
| 20    | 25 a 29 | 28    |
| 12    | 20 a 24 | 12    |
| 12    | 15 a 19 | 20    |
| 20    | 10 a 14 | 20    |
| 20    | 5 a 9   | 20    |
| 20    | 0 a 4   | 28    |

## Economia
El 2007 la població en edat de treballar era de 352 persones, 282 eren actives i 70 eren inactives. De les 282 persones actives 264 estaven ocupades (140 homes i 124 dones) i 18 estaven aturades (9 homes i 9 dones). De les 70 persones inactives 29 estaven jubilades, 30 estaven estudiant i 11 estaven classificades com a «altres inactius».

### Ingressos
El 2009 a Bouchamps-lès-Craon hi havia 204 unitats fiscals que integraven 572 persones, la mediana anual d'ingressos fiscals per persona era de 15.001 €.

### Activitats econòmiques
Dels 11 establiments que hi havia el 2007, 1 era d'una empresa alimentària, 2 d'empreses de construcció, 1 d'una empresa de comerç i reparació d'automòbils, 1 d'una empresa d'hostatgeria i restauració, 4 d'empreses de serveis, 1 d'una entitat de l'administració pública i 1 d'una empresa classificada com a «altres activitats de serveis».
Els 2 serveis als particulars que hi havia el 2009 eren lampisteries.
L'any 2000 a Bouchamps-lès-Craon hi havia 39 explotacions agrícoles que ocupaven un total de 1.595 hectàrees.

## Equipaments sanitaris i escolars
El 2009 hi havia una escola maternal integrada dins d'un grup escolar amb les comunes properes formant una escola dispersa.

## Poblacions més properes
El següent diagrama mostra les poblacions més properes.